# FC Rimavská Sobota
FC Rimavská Sobota is een Slowaakse voetbalclub uit Rimavská Sobota.
De club speelde in het seizoen 1996/97 voor het eerst in de hoogste klasse onder de naam Tauris Rimavská Sobota en werd twaalfde. Het volgende seizoen ging het nog beter met een zesde plaats. Het derde seizoen was heel wat minder succesvol en de club degradeerde. In 2003/04 promoveerde de club terug naar de hoogste afdeling, maar werd laatste. Inmiddels was de naam in FC veranderd.

## Rimavská in Europa
- 1R = eerste ronde
- 2R = tweede ronde

| Seizoen | Competitie    | Ronde | Land                   | Club       | Score    |
| ------- | ------------- | ----- | ---------------------- | ---------- | -------- |
| 1998    | Intertoto Cup | 1R    | Vlag van Noord-Ierland | Omagh Town | 1-0, 2-2 |
|         |               | 2R    | Vlag van Italië        | Sampdoria  | 0-2, 1-0 |

## Bekende (oud-)spelers
- Attila Pinte
- Jozef Pisár